# Теньковка (Ульяновська область)
Теньковка (рос. Теньковка) — село в Карсунському районі Ульяновської області Російської Федерації.
Населення становить 424 особи. Входить до складу муніципального утворення Урено-Карлинське сільське поселення.

## Історія
Від 2004 року входить до складу муніципального утворення Урено-Карлинське сільське поселення.

## Населення
| 2010 |
| ---- |
| 424  |